# Погребение в море

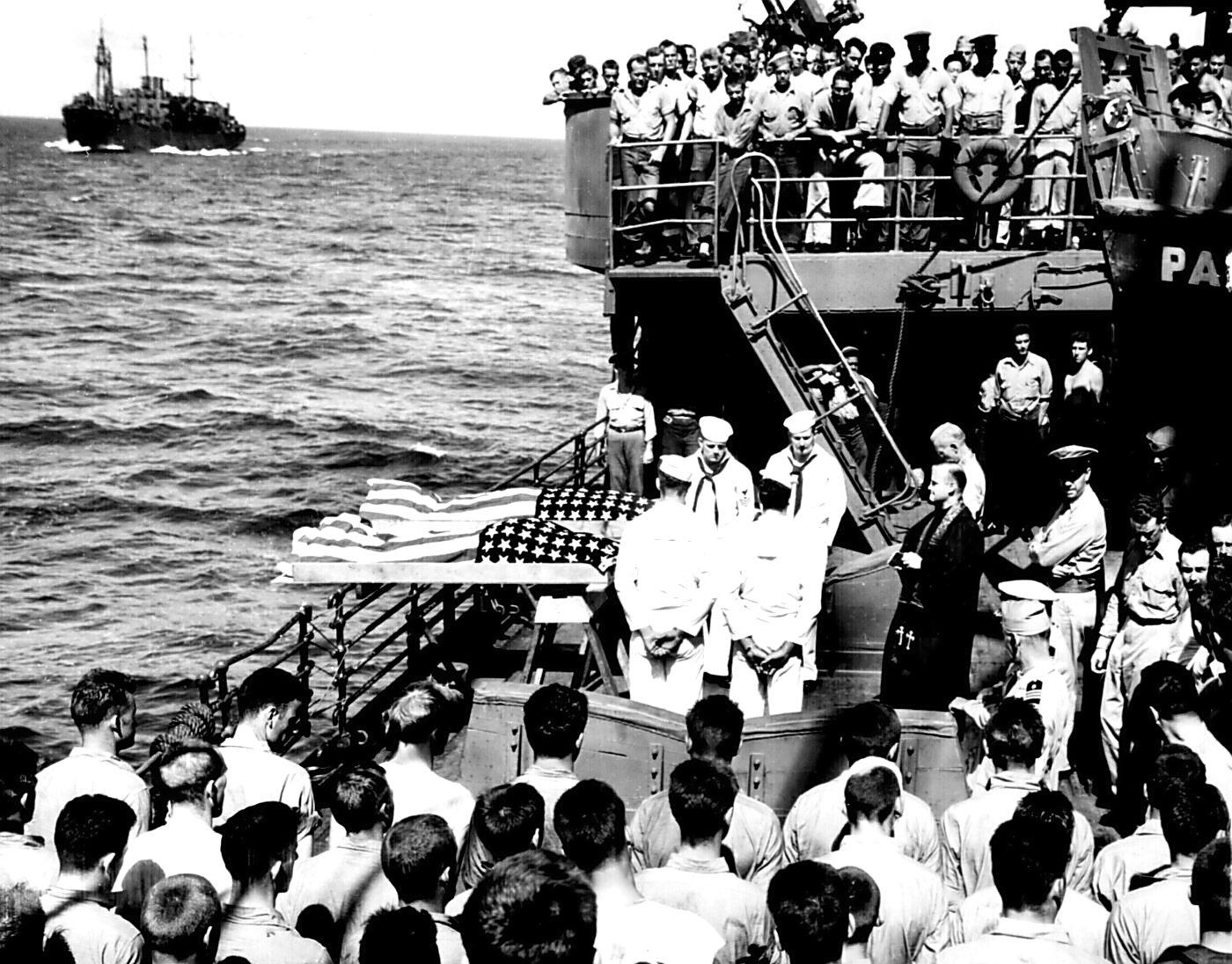
Погребение в море двух военнослужащих авианосца ВМС США Liscome Bay, торпедированного японской подводной лодкой на островах Гилберта, 1943 год

Погребение в море — традиция захоронения останков умерших людей в море или океане.
Традиция погребения в море зародилась в древние времена и существовала у самых разных народов. Одной из форм погребения в море можно считать бытовавшее у викингов погребение человека в особой погребальной ладье, которая перед отплытием поджигалась. В западных культурах таким образом хоронили, как правило, моряков, умерших на корабле, окутывая тела покойников в саваны из парусины и сбрасывая их с борта судна. Известно, что некоторые британские или американские ветераны военно-морской службы оставляли завещания, предписывающие похоронить их в море, и для церемониала подобных погребений, в некоторых источниках называющихся наиболее почётными для прославленных моряков, были даже разработаны специальные инструкции.
Российский Кодекс торгового мореплавания допускает погребение в море умершего во время плавания, если нет возможности доставить его на родину или предать земле на суше. В этом случае капитан вправе принять решение о предании тела морю (ст. 70, п. 3).
Разные религии по-разному относятся к погребению в море. Например, протестантам-англиканам погребения в море не только разрешены, но также имеется подробное описание того, как должно осуществляться такое погребение. С другой стороны, в исламе погребение в море формально запрещено и допускается лишь в том случае, если похоронить умершего иным способом не представляется возможным. Различное отношение к данному явлению существует и в разных государствах и территориях: например, на Гавайских островах такие погребения имеют давнюю традицию среди коренного населения и иногда практикуются до сих пор, тогда как в Австралии по умолчанию запрещены, а на их проведение требуется особое разрешение.

## Известные люди, погребённые в море
См. категорию «Погребённые в море»